# Wettinia quinaria
Wettinia quinaria är en enhjärtbladig växtart som först beskrevs av Orator Fuller Cook och Conrad Bartling Doyle, och fick sitt nu gällande namn av Karl Ewald Maximilian Burret. Wettinia quinaria ingår i släktet Wettinia och familjen Arecaceae. Inga underarter finns listade i Catalogue of Life.